# Мито (княжество)

Мон рода Токугава

Княжество Мито (яп.  水戸藩  мито-хан) — феодальное княжество (хан) в Японии периода Эдо (1602—1871), в провинции Хитати региона Канто на острове Хонсю (современная префектура Ибараки).

## Краткая история
Административный центр княжества: замок Мито (современный город Мито, префектура Ибараки).
Доход хана: 350 000 коку риса.
Мито-хан управлялся боковой ветвью сегунской династии Токугава, которая относилась к симпан-даймё и имела статус правителя провинции (яп. 国主 кокусю). Главы княжества имели право присутствовать в большой зале аудиенций сёгуна.
Мито-хан был ликвидирован в 1871 году.

## Правители княжества
| №  | Имя                       | Имя       | Годы правления | Годы жизни  | Примечания                         |
| -- | ------------------------- | --------- | -------------- | ----------- | ---------------------------------- |
| 1  | Токугава (Такэда) Нобуёси | 武田 信吉 | 1602 — 1603    | 1583 — 1603 | Пятый сын Токугавы Иэясу           |
| 1  | Токугава Ёринобу          | 徳川 頼宣 | 1603 — 1609    | 1602 — 1671 | Десятый сын Токугавы Иэясу         |
| 1  | Токугава Ёрифуса          | 徳川 頼房 | 1609 — 1661    | 1603 — 1661 | Одиннадцатый сын Токугавы Иэясу    |
| 2  | Токугава Мицукуни         | 徳川 光圀 | 1661 — 1690    | 1628 — 1701 | Третий сын Токугавы Ёрифусы        |
| 3  | Токугава Цунаэда          | 徳川綱條  | 1690 — 1718    | 1656 — 1718 | Второй сын Токугавы Ёрисигэ        |
| 4  | Токугава Мунэтака         | 徳川宗堯  | 1718 — 1730    | 1705 — 1730 | Старший сын Токугавы Ёритоё        |
| 5  | Токугава Мунэмото         | 徳川宗翰  | 1730 — 1766    | 1728 — 1766 | Второй сын Токугавы Мунэтаки       |
| 6  | Токугава Харумоти         | 徳川治保  | 1766 — 1805    | 1751 — 1805 | Старший сын Токугавы Мунэмото      |
| 7  | Токугава Харутоси         | 徳川治紀  | 1805 — 1816    | 1773 — 1816 | Старший сын Токугавы Харумото      |
| 8  | Токугава Наринобу         | 徳川斉脩  | 1816 — 1829    | 1797 — 1829 | Старший сын Токугавы Харутоси      |
| 9  | Токугава (Какёин) Нориаки | 徳川 斉昭 | 1829 — 1844    | 1800 — 1860 | Третий сын Токугавы Харутоси       |
| 10 | Токугава Ёсиацу           | 徳川慶篤  | 1844 — 1868    | 1832 — 1868 | Старший сын Токугавы Нариаки       |
| 11 | Токугава Акитакэ          | 徳川 昭武 | 1868 — 1871    | 1853 — 1910 | Восемнадцатый сын Токугавы Нариаки |